# Слобомир
Слобомир (серб. Слобомир / Slobomir) — город в общине Биелина Республики Сербской Боснии и Герцеговины, строительство которого ведётся в настоящий момент. Автором проекта строительства города является Слободан Павлович.

## Название
Название город получил в честь Слободана Павловича и его супруги Миры — его можно перевести как «город свободы мира» (от слов слобода — «свобода» и мир).

## География
Город строится на реке Дрина в Семберии, на границе с Сербией (большая часть города должна будет размещаться на территории Боснии и Герцеговины). Рядом проходят дороги в местечки Биелина, Попови и Бадовинци.

## Планы строительства
Строительство города началось 28 августа 1996. Поскольку часть города располагается в Боснии, а часть в Сербии, соединять обе части будет мост через Дрину под названием Мост Павловича. В городе планируют возвести следующие объекты:
- Башня Павловича (37-этажное здание, самое высокое на Балканах)
- Частный университет Слобомир П
- Международный Банк Павлович
- Зона свободной торговли
- Спортивно-оздоровительный комплекс площадью 20 тыс. м²[2]